# Bahnhof Norderstedt Mitte
Der Bahnhof Norderstedt Mitte ist ein Endpunkt der Linie U1 der Hamburger U-Bahn. Gleichzeitig ist er der südliche Endpunkt der früher Alsternordbahn genannten Linie A2, die von der AKN Eisenbahn betrieben wird. Auf der Straßenebene oberhalb der U-Bahn befindet sich ein Busbahnhof, der von mehreren – von der VHH betriebenen – Norderstedter Buslinien angefahren wird. Das Kürzel der Station bei der U-Bahn Betreiber-Gesellschaft Hamburger Hochbahn lautet „NO“.

## Anlage

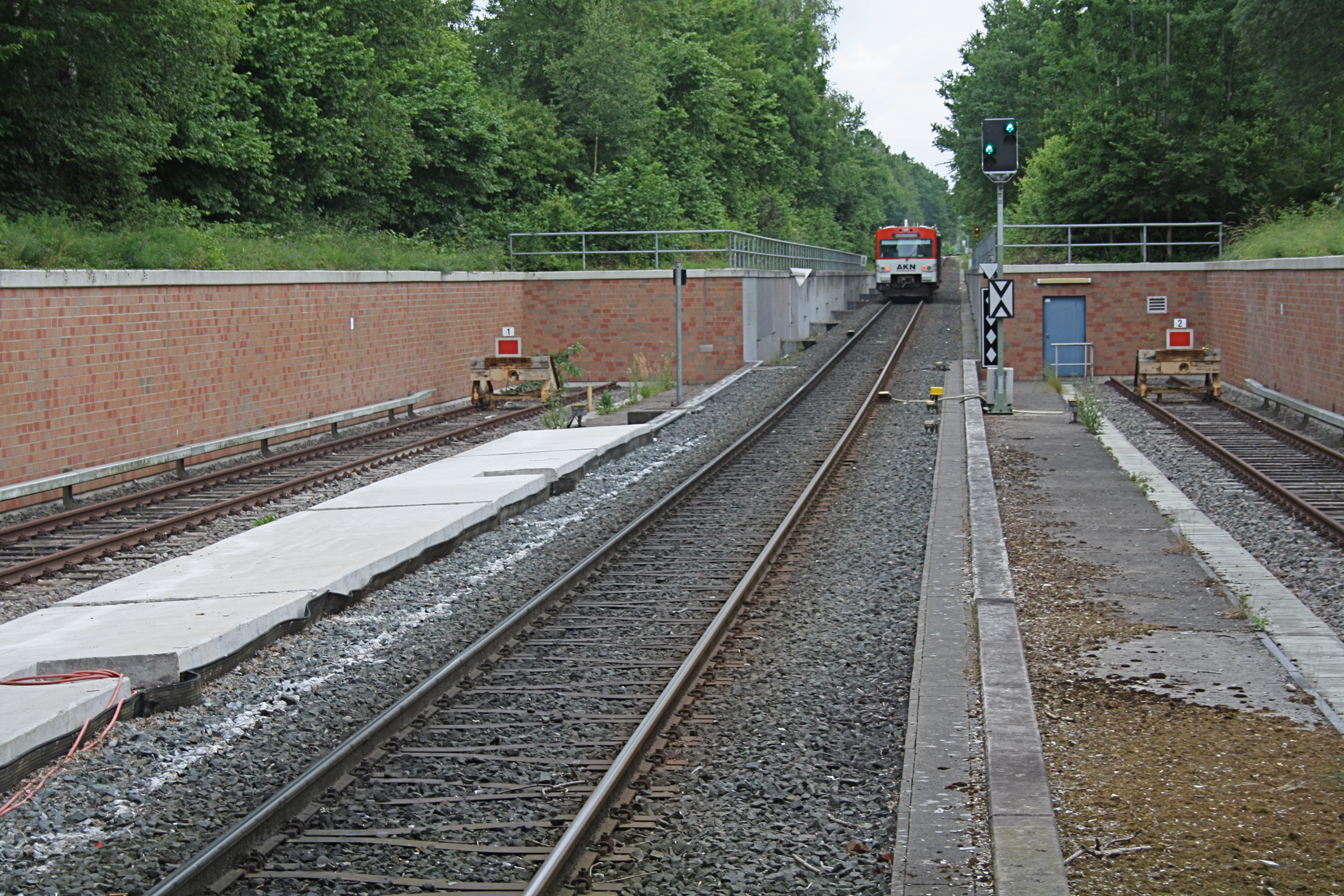
Streckengleis der Linie A2 mit dieselelektrischem Doppeltriebwagen des Typs LHB VT 2E, beiderseits Gleisenden der U-Bahn-Linie U1

Bahnhof Norderstedt Mitte: Blick auf das südliche Zugangsgebäude mit dem Busbahnhof

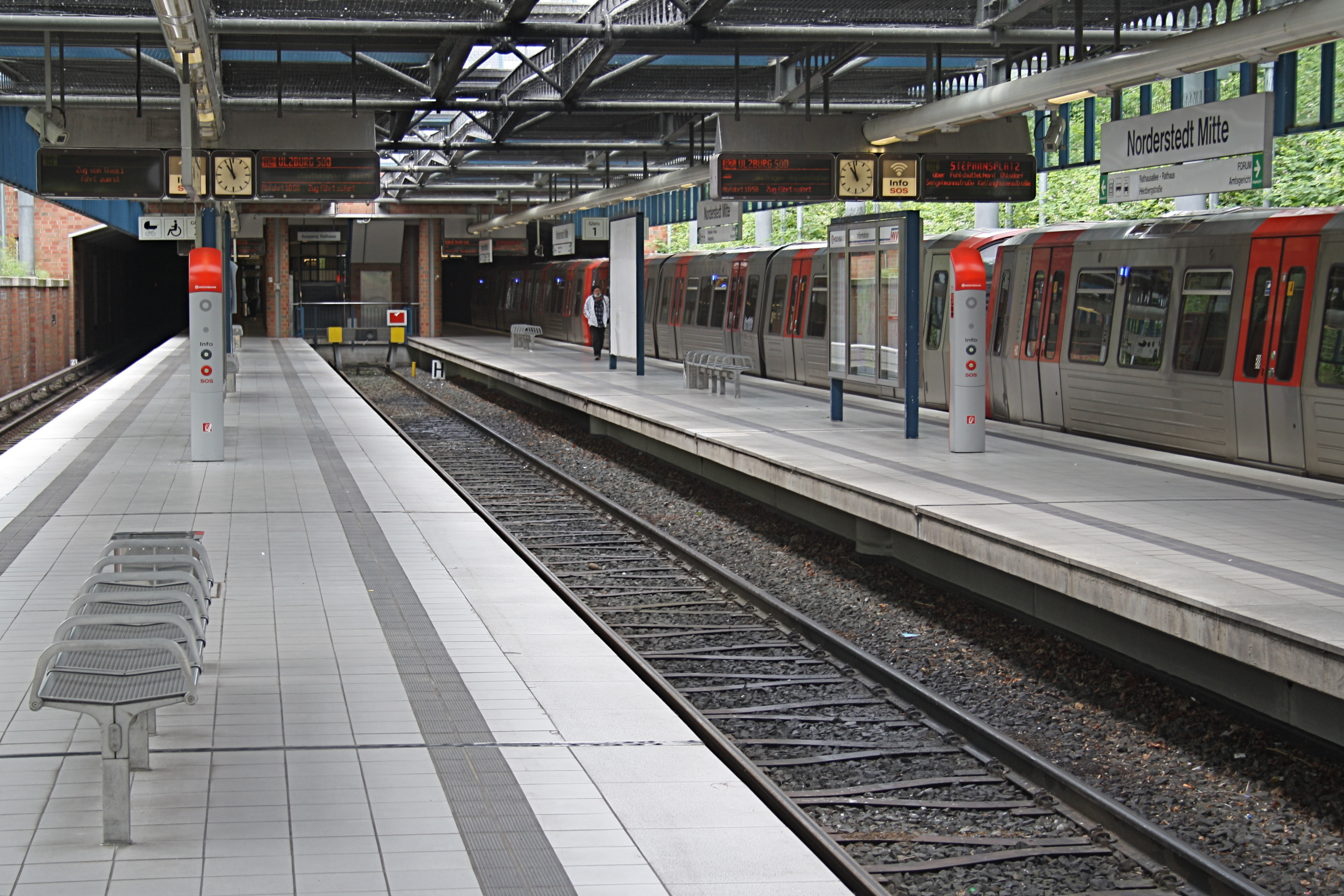
Das höhergelegene Stumpfgleis der Linie A2 endet zwischen den Bahnsteigen an einem Prellbock, rechts ein U-Bahn-Zug der Baureihe DT5

Der Bahnhof besteht aus dem Bahnsteigbereich mit drei Gleisen in der –1-Ebene und drei Zugangsanlagen auf Straßenebene. Das Haupt-Empfangsgebäude mit Bus-Umsteigeanlage und Taxi-Standplatz befindet sich südlich der kreuzenden Rathausallee, nördlich befindet sich ein ebenfalls geklinkertes kleineres Empfangsgebäude. Zusätzlich gibt es am nördlichen Bahnsteigende noch einen einfacheren Zugang vom P+R-Parkplatz und vom Rathausgebäude.
Das kürzere Gleis der Alsternordbahn (Linie A2) mündet von Norden her inmitten des Bahnsteigs an einem Prellbock. An den Außenseiten des Bahnsteigs befinden sich die beiden tieferliegenden Gleise der U-Bahn. Der dreigleisige, nördliche Teil des Bahnhofs liegt im offenen Einschnitt, der südliche, zweigleisige Teil im Tunnel unter der Rathausallee und dem Busbahnhof. Südlich davon befinden sich ein doppelter Gleiswechsel und eine kleinere Abstellanlage der U-Bahn. Die Alsternordbahn hat in Norderstedt Mitte keine Abstellmöglichkeiten. Sowohl U-Bahn als auch A2 haben ihren Endpunkt in Norderstedt Mitte, die Gleise beider Systeme sind nicht miteinander verbunden.
Der Bahnhof gilt als behindertengerecht, verfügt über feste Treppen, Rolltreppe (aufwärts) und Aufzugsanlage. Im großen südlichen Empfangsgebäude befinden sich ein durch automatische Türen vor Witterung geschützter Wartebereich, ein Verkaufsraum für Zeitungen usw. (Bahnhofsbedarf), außerdem – weiter südlich – Toiletten und Sozialräume für die Busfahrer. Ein vorhandener Raum für Fahrkartenverkauf und Verkehrsserviceleistungen wurde in den 2000er Jahren bereits wieder außer Betrieb genommen. Fahrkarten müssen aus Automaten erworben werden.
Die Anlage gehört der Stadt Norderstedt, die über die Verkehrsgesellschaft Norderstedt (VGN) mit dem Betrieb die Hamburger Hochbahn (HHA) bzw. die AKN Eisenbahn beauftragt hat.

## Geschichte

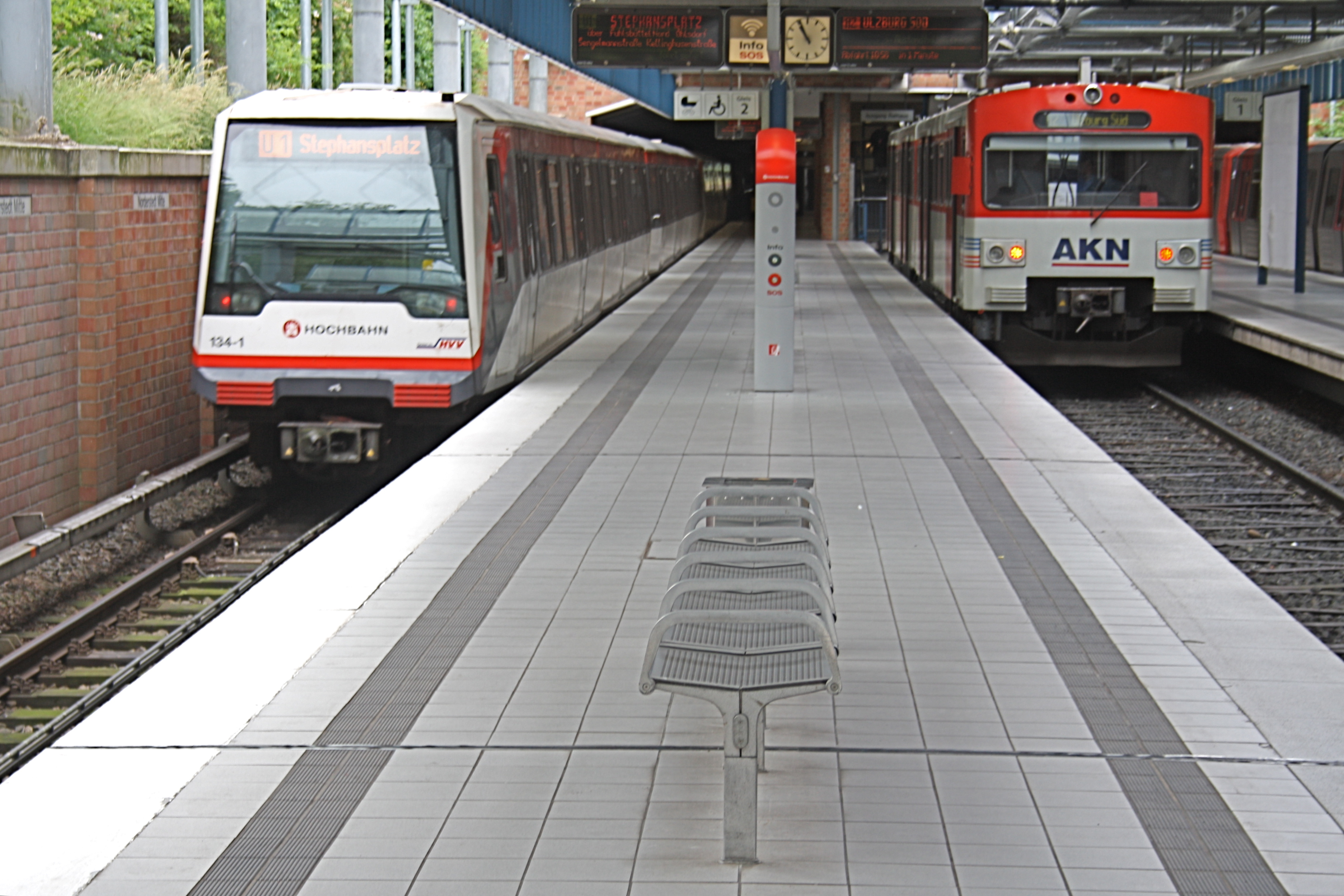
U-Bahn-Zug der Baureihe DT4 (links) und Triebwagen der AKN am östlichen Bahnsteig

Vorgänger des heutigen Bahnhofs war von 1953 bis 1979 der Haltepunkt Harkseichen-Falkenberg der Alsternordbahn (heutzutage A2). Er lag etwas südlicher, im Bereich des damaligen Bahnübergangs Heidbergstraße. Die Umgebung der Station war zu dieser Zeit dünn besiedelt und eher landwirtschaftlich geprägt. Nach der Gründung der Stadt Norderstedt 1970 erfolgte hier allerdings der Bau des neuen Quartiers Norderstedt Mitte. Im Mai 1979 wurde der Haltepunkt Harkseichen-Falkenberg daher in Norderstedt Mitte umbenannt.
Von 1991 bis 1996 wurde zur besseren Verkehrsanbindung Norderstedts von der Stadt Norderstedt die U-Bahn von Garstedt aus verlängert. Das Gleis der Alsternordbahn wurde auf einer neuen Trasse etwas weiter westlich der alten neu verlegt, damit die alte Trasse für die U-Bahn tiefergelegt und zweigleisig völlig neu gebaut werden konnte. Dabei „wanderte“ der A2-Bahnsteig der alten Station Norderstedt Mitte in Schritten nach Norden, zuletzt lag er nördlich der Rathausallee. Nach Inbetriebnahme der neuen U-Bahn-Strecke im September 1996 wurde die A2 bis hierhin verkürzt. Kurze Zeit später wurde die Zufahrt der A2 zum Mittelgleis in der neuen Bahnhofsanlage in Betrieb genommen, so dass die A2-Fahrgäste nun am gleichen Bahnsteig zur bereitstehenden U-Bahn Richtung Hamburg umsteigen können.
Vom 23. Oktober bis zum 9. Dezember 2005 wurde die Haltestelle für die U1 und die A2 barrierefrei ausgebaut.

## Verkehr
Der Schienenverkehr der beiden im Bahnhof Norderstedt Mitte verkehrenden Linien A2 und U1 wird im Auftrag der Stadt Norderstedt (über die stadteigene Verkehrsgesellschaft Norderstedt mbH (VGN) als Tochterunternehmen der Stadtwerke Norderstedt) durch die AKN (Linie A2) respektive die Hamburger Hochbahn AG (Linie U1) durchgeführt. Meistens besteht Anschluss von der Hamburger U-Bahn Linie U1 an die Alsternordbahn oder umgekehrt.
Die U1 verkehrt zumeist im 10-Minuten-Takt, welcher in den Hauptverkehrszeiten auf einen 5-Minuten-Takt verdichtet wird. Am Wochenende frühmorgens und im Nachtverkehr verkehrt die U-Bahn alle 20 Minuten. Die A2 verkehrt alle 20–30 Minuten bis Ulzburg und teilweise weiter bis Kaltenkirchen oder sogar Neumünster.
| Linie | Verlauf |
| ----- | --- |
| A2    | Norderstedt Mitte – Moorbekhalle – Friedrichsgabe – Quickborner Straße – Haslohfurth – Meeschensee – Ulzburg Süd – Henstedt-Ulzburg – Kaltenkirchen Süd – Kaltenkirchen – Holstentherme – dodenhof – Nützen – Lentföhrden – Bad Bramstedt Kurhaus – Bad Bramstedt – Wiemersdorf – Großenaspe – Boostedt – Neumünster Süd – Neumünster |
| U 1   | Norderstedt Mitte – Richtweg – Garstedt – Ochsenzoll – Kiwittsmoor – Langenhorn Nord – Langenhorn Markt – Fuhlsbüttel Nord – Fuhlsbüttel – Klein Borstel – Ohlsdorf – Sengelmannstraße (City Nord) – Alsterdorf – Lattenkamp (Sporthalle) – Hudtwalckerstraße – Kellinghusenstraße – Klosterstern – Hallerstraße – Stephansplatz (Oper/CCH) – Jungfernstieg – Meßberg – Steinstraße – Hauptbahnhof Süd – Lohmühlenstraße – Lübecker Straße – Wartenau – Ritterstraße – Wandsbeker Chaussee – Wandsbek Markt – Straßburger Straße – Alter Teichweg – Wandsbek-Gartenstadt – Trabrennbahn – Farmsen – Oldenfelde – Berne – Meiendorfer Weg – Volksdorf / Streckenast Ohlstedt – Buckhorn – Hoisbüttel – Ohlstedt \ Streckenast Großhansdorf – Buchenkamp – Ahrensburg West – Ahrensburg Ost – Schmalenbeck – Kiekut – Großhansdorf |

Die U1 hatte 2020 mo–fr durchschnittlich 14.500 Ein- und Aussteiger.